# 빌보드 핫 100

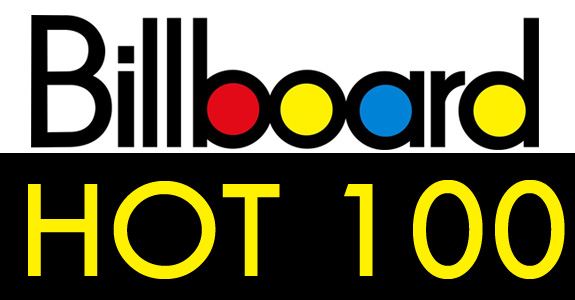

《빌보드》 핫 100(Billboard Hot 100)은 《빌보드》에 매주 실리고 있는 싱글 인기 차트이다. 《빌보드》 200과 함께 메인차트이다. 1894년 미국 뉴욕에서 창간한 《빌보드》지는 1958년 8월부터 대중음악의 인기 순위를 집계하여 발표하였다. 이 순위는 음원 판매량과 스트리밍, 라디오 방송 횟수 등을 종합한 싱글의 성적을 총망라한 것으로 그 공신력을 인정받아 이후 미국뿐 아니라 세계 각국 대중음악의 흐름을 알려주는 대표적인 지표 중 하나가 되었다. 당대 대중음악산업의 주요 유통 경로에 따라 차트 산정 방식도 변화되어왔는데, 예를 들어 과거 집계되던 싱글 음반의 번들 판매량은 제외되었고, 유튜브 조회수는 추가되었다.

## 역사
《빌보드》 자체가 영미권 음악 문화를 강하게 반영하는 차트다보니, 영미권 가수들이 차트를 휩쓰는 경우가 압도적인 편이다. 핫 100 차트에서 1위를 가장 많이 차지한 가수는 비틀즈이다. 총 20개의 1위 곡을 보유하고 있으며, 싱글 차트의 1위부터 5위까지 모두 차지하는 진기록도 세웠다.
2019년 12월에는 머라이어 캐리가 《빌보드》 핫 100 차트 1위 곡 19개로 전체 2위, 솔로 가수로는 최고의 기록을 세웠다. 이외 마이클 잭슨의 《Bad》(1987)와 케이티 페리의 《Teenage Dream》(2010) 앨범에서 5장의 싱글이 연속으로 1위를 하는 기록을 가지고 있다. 리한나는 2000년대에 8장의 싱글을 1위에 올려 2000년대 들어 가장 많은 1위를 가진 아티스트이다.
최초로 1위에 오른 곡은 1958년 8월 4일에 오른 리키 넬슨의 〈Poor Little Fool〉이다. 2013년 3월 9일자 차트 기준으로 1위에 올랐던 곡은 총 1,023곡이며, 가장 많은 1위를 차지한 곡은 2019년 〈Old Town Road〉(릴 나스 엑스의 노래, 빌리 레이 사이러스 피처링 참여)로 총 19주 동안 1위에 오른 기록을 보유하고 있다.

### 한국 가수 관련
한국 가수가 최초로 《빌보드》 핫 100에 오른 날은 2009년 10월로, 걸 그룹 원더걸스가 〈Nobody〉로 《빌보드》 핫 100에 76위에 올랐다. 이는 한국에서는 최초이자 아시아 데뷔 가수로는 29년 만이었다. 3년 뒤인 2012년 9월에는 싸이의 〈강남스타일〉이 글로벌한 신드롬을 일으키며 한국 가수 최초로 7주 동안 2위에 진입하였고, 아시아권에서는 사카모토 규의 곡인 〈上を向いて歩こう〉(〈위를 향해 걷자〉)에 이은 두 번째 대기록이다. 이듬 해인 2013년 4월에는 싸이의 디지털 싱글 곡인 〈GENTLEMAN〉이 공개되었고, 이후 《빌보드》 핫 100에 12위로 첫 진입을 시작으로 5위를 차지했고 2014년에는 〈Hangover〉(스눕 독 피처링 참여)가 26위, 2015년 발매된 〈DADDY〉는 97위로 진입하여 한국 가수로는 최초로 한 명의 가수가 네 곡을 차트에 진입시키는 새로운 기록도 달성하게 됐다. 2016년 10월 12일에는 CL (가수)의 북미 진출 데뷔곡 〈LIFTED〉가 94위로 진입하면서 한국 가수로는 세 번째, 여자 솔로 가수로는 최초로 이 차트에 올랐다.
보이그룹 방탄소년단은 《빌보드》 200에 비해 좀 더 대중성을 측정하기 쉬운 핫 100 부분에서는 2020년 9월 1일 싱글 〈Dynamite〉로 발매 첫 주에 1위를 기록했다. 2020년 12월 1일 〈Life Goes On〉으로도 발매 첫 주에 1위를 기록했다. 이 때 이 곡이 수록된 앨범 《BE》 중 멤버들이 이야기 나누는 것을 녹음한 스킷을 제외하고 나머지 7개의 수록곡이 모두 핫 100에 올라가기도 했다. 그리고 핫 100에 가장 많은 곡을 올린 한국 가수이기도 하다. 2017년 〈DNA〉 67위를 시작으로, 〈MIC Drop〉 리믹스 (feat. 디자이너) 28위, 〈FAKE LOVE〉 10위, 〈IDOL〉 (feat. 니키 미나즈) 11위, 〈Waste It on Me〉 (스티브 아오키의 곡에 피처링) 89위, 〈작은 것들을 위한 시〉 (Feat. 할시) 8위, 〈Chiken Noodle Soup〉 (제이홉의 솔로곡) 81위, 〈Make It Right〉 (Feat. 라우브) 76위, 〈Black Swan〉 57위, 〈ON〉 4위, 시차 84위, 〈Filter〉 87위, 〈대취타〉 (슈가의 솔로곡) 76위 등 총 10여개의 곡이 순위에 올랐다. 그리고 2020년 방탄소년단 최초의 100% 영어곡인 〈Dynamite〉는 한국 가수 사상 최초로 1위를 달성했다. 〈Life Goes On〉은 핫 100 1위로 진입한 곡 중 가장 한국어 가사가 많은 곡이다. 게다가 가사가 영어가 아닌 곡 중 핫 100 1위는 세계에서 3번째라고 한다. 1963년 이후 아시아 두 번째 기록. (핫 100 1위로 바로 진입한 건 아시아 최초이다.) 〈Dynamite〉는 핫100 1위로 첫 진입을 한 《빌보드》 역사상 43번째 곡이 되었다. 해외 그룹으로서는 첫 1위이다. 미국 포함해도 밴드 에어로스미스, 조나스 브라더스, 힙합 듀오 더 스코츠에 이은 4번째. 블랙핑크는 《빌보드》 200, 핫 100 부분에서 최고 기록 2위, 13위를 기록했다.
가수는 아니지만 대한민국의 엔터테인먼트 기업인 더핑크퐁컴퍼니에서 제작한 《상어 가족》은 2019년 1월 12일 《빌보드》 핫 100에서 32위에 오르기도 했다.

## 역대 싱글 기록
- 상위 20위 곡만 기재

### 세계
※ 2024년 12월 차트 기준
| 순위 | 곡명                            | 아티스트                                    | 최고 순위 | 발매 연도 |
| ---- | ------------------------------- | ------------------------------------------- | --------- | --------- |
| 1    | Old Town Road                   | 릴 나즈 엑스 (Feat. 빌리 레이 사이러스)     | 19주 1위  | 2019      |
| 1    | A Bar Song (Tipsy)              | 샤부지                                      | 19주 1위  | 2024      |
| 3    | All I Want For Christmas Is You | 머라이어 캐리                               | 18주 1위  | 1994      |
| 4    | One Sweet Day                   | 머라이어 캐리 & 보이즈 투 멘                | 16주 1위  | 1995      |
| 4    | Despacito                       | 루이스 폰시 & 대디 양키 (Feat. 저스틴 비버) | 16주 1위  | 2017      |
| 4    | Last Night                      | 모건 월렌                                   | 16주 1위  | 2023      |
| 7    | As It Was                       | 해리 스타일스                               | 15주 1위  | 2022      |
| 8    | I Will Always Love You          | 휘트니 휴스턴                               | 14주 1위  | 1992      |
| 8    | I'll Make Love to You           | 보이즈 투 멘                                | 14주 1위  | 1994      |
| 8    | Macarena                        | 로스 델 리오                                | 14주 1위  | 1995      |
| 8    | Candle in the Wind 1997         | 엘튼 존                                     | 14주 1위  | 1997      |
| 8    | We Belong Together              | 머라이어 캐리                               | 14주 1위  | 2005      |
| 8    | I Gotta Feeling                 | 블랙 아이드 피스                            | 14주 1위  | 2009      |
| 8    | Uptown Funk                     | 마크 론슨 (Feat. 브루노 마스)               | 14주 1위  | 2015      |
| 15   | End of the Road                 | 보이즈 투 멘                                | 13주 1위  | 1992      |
| 15   | The Boy Is Mine                 | 브랜디 & 모니카                             | 13주 1위  | 1998      |
| 17   | Smooth                          | 산타나 (Feat. 롭 토마스)                    | 12주 1위  | 1999      |
| 17   | Lose Yourself                   | 에미넴                                      | 12주 1위  | 2002      |
| 17   | Yeah!                           | 어셔 (Feat. 릴 존, 루다크리스)              | 12주 1위  | 2004      |
| 17   | Boom Boom Pow                   | 블랙 아이드 피스                            | 12주 1위  | 2009      |
| 17   | Blurred Lines                   | 로빈 시크 (Feat. 퍼렐 윌리엄스, T.I.)       | 12주 1위  | 2013      |
| 17   | See You Again                   | 위즈 칼리파 (Feat. 찰리 푸스)               | 12주 1위  | 2015      |
| 17   | Closer                          | 체인스모커스 (Feat. 할시)                   | 12주 1위  | 2016      |
| 17   | Shape of You                    | 에드 시런                                   | 12주 1위  | 2017      |

### 아시아
※ 2023년 11월 18일 차트 기준
| 순위 | 곡명                             | 아티스트                                      | 최고 순위 | 발매 연도 |
| ---- | -------------------------------- | --------------------------------------------- | --------- | --------- |
| 1    | Butter                           | 방탄소년단                                    | 10주 1위  | 2021      |
| 2    | 上を向いて歩こう                 | 사카모토 규                                   | 3주 1위   | 1963      |
| 2    | Dynamite                         | 방탄소년단                                    | 3주 1위   | 2020      |
| 4    | Savage Love (Laxed - Siren Beat) | 조시 685, 제이슨 데룰로, 방탄소년단           | 1위       | 2020      |
| 4    | Life Goes On                     | 방탄소년단                                    | 1위       | 2020      |
| 4    | Permission to Dance              | 방탄소년단                                    | 1위       | 2021      |
| 4    | My Universe                      | 콜드플레이, 방탄소년단                        | 1위       | 2021      |
| 4    | Like Crazy                       | 지민                                          | 1위       | 2023      |
| 4    | Seven                            | 정국 (Feat. 라토)                             | 1위       | 2023      |
| 10   | 강남스타일                       | 싸이                                          | 7주 2위   | 2012      |
| 11   | ON                               | 방탄소년단                                    | 4위       | 2020      |
| 12   | GENTLEMAN                        | 싸이                                          | 5위       | 2013      |
| 12   | 3D                               | 정국 (Feat. 잭 할로우)                        | 5위       | 2023      |
| 12   | Standing Next To You             | 정국                                          | 5위       | 2023      |
| 15   | 작은 것들을 위한 시              | 방탄소년단 (Feat. 할시)                       | 8위       | 2019      |
| 16   | FAKE LOVE                        | 방탄소년단                                    | 10위      | 2018      |
| 16   | Bad Decisions                    | 베니 블랑코, 방탄소년단, 스눕 독              | 10위      | 2022      |
| 18   | IDOL                             | 방탄소년단 (Feat. 니키 미나즈)                | 11위      | 2018      |
| 19   | Ice Cream                        | 블랙핑크, 셀레나 고메즈                       | 13위      | 2020      |
| 19   | Blue & Grey                      | 방탄소년단                                    | 13위      | 2020      |
| 19   | Yet To Come                      | 방탄소년단                                    | 13위      | 2022      |
| 22   | Jai Ho! (You Are My Destiny)     | A. R. 라만, 푸시캣 돌스 (Feat. 니콜 셰르징거) | 15위      | 2008      |
| 23   | Killer Joe                       | 로키 펠러                                     | 16위      | 1963      |
| 24   | Cupid                            | 피프티 피프티                                 | 17위      | 2023      |
| 25   | Stay                             | 방탄소년단                                    | 22위      | 2020      |
| 25   | Left and Right                   | 찰리 푸스 (Feat. 정국)                        | 22위      | 2022      |
| 25   | Pink Venom                       | 블랙핑크                                      | 22위      | 2022      |
| 28   | Shut Down                        | 블랙핑크                                      | 25위      | 2022      |
| 29   | Hangover                         | 싸이 (Feat. 스눕 독)                          | 26위      | 2014      |
| 30   | MIC Drop (Steve Aoki remix)      | 방탄소년단 (Feat. 디자이너)                   | 28위      | 2017      |

## 각종 기록

#### 핫 100에 가장 오래 머물렀던 곡
※ 2022년 10월 22일 차트 기준
| 순위 | 곡명              | 아티스트                       | 기간 (최고 순위)         | 발매 연도 |
| ---- | ----------------- | ------------------------------ | ------------------------ | --------- |
| 1    | Heat Waves        | 글래스 애니멀스                | 91주 (최고 순위 5주 1위) | 2020      |
| 2    | Blinding Lights   | 위켄드                         | 90주 (최고 순위 4주 1위) | 2019      |
| 3    | Radioactive       | 이매진 드래곤스                | 87주 (최고 순위 3위)     | 2012      |
| 4    | Sail              | 에이월네이션                   | 79주 (최고 순위 17위)    | 2010      |
| 5    | Levitating        | 두아 리파 (Feat. 다베이비)     | 77주 (최고 순위 2위)     | 2020      |
| 6    | I'm Yours         | 제이슨 므라즈                  | 76주 (최고 순위 6위)     | 2008      |
| 7    | How Do I Live     | 리엔 라임즈                    | 69주 (최고 순위 2위)     | 1997      |
| 7    | Save Your Tears   | 위켄드 (Feat. 아리아나 그란데) | 69주 (최고 순위 2주 1위) | 2020      |
| 9    | Party Rock Anthem | LMFAO (Feat. 로런 베넷, 군록)  | 68주 (최고 순위 6주 1위) | 2011      |
| 9    | Counting Stars    | 원리퍼블릭                     | 68주 (최고 순위 2위)     | 2013      |

#### 빌보드 1위 데뷔곡
※ 2024년 4월 20일 차트 기준
| 곡명                                                               | 아티스트                                                     | 날짜 (기간)                 |
| ------------------------------------------------------------------ | ------------------------------------------------------------ | --------------------------- |
| You Are Not Alone                                                  | 마이클 잭슨                                                  | 1995년 9월 2일 (1주 1위)    |
| Fantasy                                                            | 머라이어 캐리                                                | 1995년 9월 30일 (8주 1위)   |
| Exhale (Shoop Shoop)                                               | 휘트니 휴스턴                                                | 1995년 11월 25일 (1주 1위)  |
| One Sweet Day                                                      | 머라이어 캐리, 보이즈 투 멘                                  | 1995년 12월 2일 (16주 1위)  |
| I'll Be Missing You                                                | 퍼프 대디 (現 디디), 페이스 에반스 (Feat. 112)               | 1997년 6월 14일 (11주 1위)  |
| Honey                                                              | 머라이어 캐리                                                | 1997년 9월 13일 (3주 1위)   |
| Candle in the Wind 1997 / Something About the Way You Look Tonight | 엘튼 존                                                      | 1997년 10월 11일 (14주 1위) |
| My Heart Will Go On                                                | 셀린 디옹                                                    | 1998년 2월 28일 (2주 1위)   |
| I Don't Want to Miss a Thing                                       | 에어로스미스                                                 | 1998년 9월 5일 (4주 1위)    |
| Doo Wop (That Thing)                                               | 로린 힐                                                      | 1998년 11월 14일 (2주 1위)  |
| This Is the Night                                                  | 클레이 에이킨                                                | 2003년 6월 28일 (2주 1위)   |
| I Believe                                                          | 판타지아                                                     | 2004년 7월 10일 (1주 1위)   |
| Inside Your Heaven                                                 | 캐리 언더우드                                                | 2005년 7월 2일 (1주 1위)    |
| Do I Make You Proud                                                | 테일러 힉스                                                  | 2006년 7월 1일 (1주 1위)    |
| 3                                                                  | 브리트니 스피어스                                            | 2009년 10월 24일 (1주 1위)  |
| Not Afraid                                                         | 에미넴                                                       | 2010년 5월 22일 (1주 1위)   |
| We R Who We R                                                      | 케샤                                                         | 2010년 11월 13일 (1주 1위)  |
| Hold It Against Me                                                 | 브리트니 스피어스                                            | 2011년 1월 29일 (1주 1위)   |
| Born This Way                                                      | 레이디 가가                                                  | 2011년 2월 26일 (6주 1위)   |
| Part of Me                                                         | 케이티 페리                                                  | 2012년 3월 3일 (1주 1위)    |
| Harlem Shake                                                       | 바우어                                                       | 2013년 3월 2일 (6주 1위)    |
| Shake It Off                                                       | 테일러 스위프트                                              | 2014년 9월 6일 (4주 1위)    |
| What Do You Mean?                                                  | 저스틴 비버                                                  | 2015년 9월 19일 (1주 1위)   |
| Hello                                                              | 아델                                                         | 2015년 11월 14일 (10주 1위) |
| Pillowtalk                                                         | 제인 말리크                                                  | 2016년 2월 20일 (1주 1위)   |
| Can't Stop The Feeling!                                            | 저스틴 팀버레이크                                            | 2016년 5월 28일 (1주 1위)   |
| Shape of You                                                       | 에드 시런                                                    | 2017년 1월 28일 (12주 1위)  |
| I'm the One                                                        | DJ 칼리드 (Feat. 저스틴 비버, 퀘이보, 챈스 더 래퍼, 릴 웨인) | 2017년 5월 20일 (1주 1위)   |
| God's Plan                                                         | 드레이크                                                     | 2018년 2월 3일 (11주 1위)   |
| Nice For What                                                      | 드레이크                                                     | 2018년 4월 21일 (8주 1위)   |
| This Is America                                                    | 차일디시 감비노                                              | 2018년 5월 19일 (2주 1위)   |
| Thank U, Next                                                      | 아리아나 그란데                                              | 2018년 11월 17일 (7주 1위)  |
| 7 Rings                                                            | 아리아나 그란데                                              | 2019년 2월 2일 (8주 1위)    |
| Sucker                                                             | 조나스 브라더스                                              | 2019년 3월 16일 (1주 1위)   |
| Highest In The Room                                                | 트래비스 스캇                                                | 2019년 10월 19일 (1주 1위)  |
| Toosie Slide                                                       | 드레이크                                                     | 2020년 4월 18일 (1주 1위)   |
| The Scotts                                                         | 트래비스 스캇, 키드 커디                                     | 2020년 5월 9일 (1주 1위)    |
| Stuck With U                                                       | 아리아나 그란데, 저스틴 비버                                 | 2020년 5월 23일 (1주 1위)   |
| Rain On Me                                                         | 레이디 가가, 아리아나 그란데                                 | 2020년 6월 6일 (1주 1위)    |
| Trollz                                                             | 식스나인, 니키 미나즈                                        | 2020년 6월 27일 (1주 1위)   |
| Cardigan                                                           | 테일러 스위프트                                              | 2020년 8월 8일 (1주 1위)    |
| WAP                                                                | 카디비 (Feat. 메건 더 스탤리언)                              | 2020년 8월 22일 (1주 1위)   |
| Dynamite                                                           | 방탄소년단                                                   | 2020년 9월 5일 (3주 1위)    |
| Franchise                                                          | 트래비스 스콧 (Feat. 영 서그, M.I.A.)                        | 2020년 10월 10일 (1주 1위)  |
| Positions                                                          | 아리아나 그란데                                              | 2020년 11월 7일 (1주 1위)   |
| Life Goes On                                                       | 방탄소년단                                                   | 2020년 12월 5일 (1주 1위)   |
| Willow                                                             | 테일러 스위프트                                              | 2020년 12월 26일 (1주 1위)  |
| Drivers License                                                    | 올리비아 로드리고                                            | 2021년 1월 23일 (8주 1위)   |
| What's Next                                                        | 드레이크                                                     | 2021년 3월 20일 (1주 1위)   |
| Peaches                                                            | 저스틴 비버 (Feat. 대니얼 시저, 기브온)                      | 2021년 4월 3일 (1주 1위)    |
| Montero (Call Me by Your Name)                                     | 릴 나스 엑스                                                 | 2021년 4월 10일 (1주 1위)   |
| Rapstar                                                            | 폴로 지                                                      | 2021년 4월 24일 (2주 1위)   |
| Good 4 U                                                           | 올리비아 로드리고                                            | 2021년 5월 29일 (1주 1위)   |
| Butter                                                             | 방탄소년단                                                   | 2021년 6월 5일 (10주 1위)   |
| Permission to Dance                                                | 방탄소년단                                                   | 2021년 7월 24일 (1주 1위)   |
| Way 2 Sexy                                                         | 드레이크 (Feat. 퓨처, 영 서그)                               | 2021년 9월 18일 (1주 1위)   |
| My Universe                                                        | 콜드플레이, 방탄소년단                                       | 2021년 10월 9일 (1주 1위)   |
| All Too Well (Taylor's Version)                                    | 테일러 스위프트                                              | 2021년 11월 27일 (1주 1위)  |
| As It Was                                                          | 해리 스타일스                                                | 2022년 4월 16일 (15주 1위)  |
| First Class                                                        | 잭 할로우                                                    | 2022년 4월 23일 (3주 1위)   |
| Wait For U                                                         | 퓨처 (Feat. 드레이크, 텀즈)                                  | 2022년 5월 14일 (1주 1위)   |
| Jimmy Cooks                                                        | 드레이크 (Feat. 21 새비지)                                   | 2022년 7월 2일 (1주 1위)    |
| Super Freaky Girl                                                  | 니키 미나즈                                                  | 2022년 8월 27일 (1주 1위)   |
| Anti-Hero                                                          | 테일러 스위프트                                              | 2022년 11월 5일 (8주 1위)   |
| Flowers                                                            | 마일리 사이러스                                              | 2023년 1월 28일 (8주 1위)   |
| Like Crazy                                                         | 지민                                                         | 2023년 4월 8일 (1주 1위)    |
| Vampire                                                            | 올리비아 로드리고                                            | 2023년 7월 15일 (2주 1위)   |
| Seven                                                              | 정국 (Feat. 라토)                                            | 2023년 7월 29일 (1주 1위)   |
| Rich Men North of Richmond                                         | 올리버 안토니 뮤직                                           | 2023년 8월 26일 (2주 1위)   |
| I Remember Everything                                              | 잭 브라이언 (Feat. 케이시 머스그레이브스)                    | 2023년 9월 9일 (1주 1위)    |
| Slime You Out                                                      | 드레이크 (Feat. 시저)                                        | 2023년 9월 30일 (1주 1위)   |
| First Person Shooter                                               | 드레이크 (Feat. 제이 콜)                                     | 2023년 10월 21일 (1주 1위)  |
| Is It Over Now?                                                    | 테일러 스위프트                                              | 2023년 11월 11일 (1주 1위)  |
| Yes, And?                                                          | 아리아나 그란데                                              | 2024년 1월 27일 (1주 1위)   |
| Hiss                                                               | 메간 더 스탤리언                                             | 2024년 2월 10일 (1주 1위)   |
| We Can't Be Friends (Wait for Your Love)                           | 아리아나 그란데                                              | 2024년 3월 23일 (1주 1위)   |
| Like That                                                          | 퓨처, 메트로 부민, 켄드릭 라마                               | 2024년 4월 6일 (3주 1위)    |

#### 빌보드 순위 급등곡
※ 2021년 10월 30일 기준
| 순위 | 곡명                                    | 아티스트                   | 날짜             |
| ---- | --------------------------------------- | -------------------------- | ---------------- |
| 97-1 | My Life Would Suck Without You          | 켈리 클락슨                | 2009년 2월 7일   |
| 96-1 | Womanizer                               | 브리트니 스피어스          | 2008년 10월 25일 |
| 80-1 | Live Your Life (Feat. 리한나)           | T.I.                       | 2008년 10월 18일 |
| 78-1 | Crack a Bottle                          | 에미넴, 닥터 드레, 50 센트 | 2009년 2월 21일  |
| 77-1 | Look What You Made Me Do                | 테일러 스위프트            | 2017년 9월 16일  |
| 72-1 | We Are Never Ever Getting Back Together | 테일러 스위프트            | 2012년 9월 1일   |
| 71-1 | Whatever You Like                       | T.I.                       | 2008년 9월 6일   |
| 68-1 | Easy on Me                              | 아델                       | 2021년 10월 30알 |
| 64-1 | Makes Me Wonder                         | 마룬 5                     | 2007년 5월 12일  |
| 60–1 | What's My Name? (Feat. 드레이크)        | 리한나                     | 2010년 11월 20일 |
| 58-1 | Right Round                             | 플로 라이다                | 2009년 2월 28일  |
| 53-1 | Take a Bow                              | 리한나                     | 2008년 5월 24일  |
| 53-1 | Break Your Heart (Feat. 루다크리스)     | 타이오 크루즈              | 2010년 3월 20일  |
| 53-1 | Bad Blood (Feat. 켄드릭 라마)           | 테일러 스위프트            | 2015년 6월 6일   |

#### 핫 100에 가장 이름을 많이 올린 가수
※ 2020년 10월 기준
| 순위 | 아티스트        | 개수 |
| ---- | --------------- | ---- |
| 1    | 드레이크        | 227  |
| 2    | 글리 캐스트     | 207  |
| 3    | 릴 웨인         | 170  |
| 4    | 테일러 스위프트 | 113  |
| 4    | 니키 미나즈     | 113  |
| 5    | 퓨처            | 111  |
| 6    | 엘비스 프레슬리 | 109  |
| 7    | 카니예 웨스트   | 108  |
| 8    | 크리스 브라운   | 101  |
| 9    | 제이지          | 100  |

#### 탑 10에 가장 이름을 많이 올린 가수
※ 2020년 10월 기준
| 순위 | 아티스트                                | 개수 |
| ---- | --------------------------------------- | ---- |
| 1    | 드레이크                                | 42   |
| 2    | 마돈나                                  | 38   |
| 3    | 엘비스 프레슬리 (Pre-Hot 100 차트 포함) | 36   |
| 4    | 비틀즈                                  | 35   |
| 5    | 리한나                                  | 31   |
| 6    | 마이클 잭슨                             | 30   |
| 7    | 스티비 원더                             | 28   |
| 7    | 머라이어 캐리                           | 28   |
| 7    | 테일러 스위프트                         | 28   |
| 10   | 엘튼 존                                 | 27   |
| 10   | 재닛 잭슨                               | 27   |
| 12   | 휘트니 휴스턴                           | 23   |
| 12   | 롤링 스톤스                             | 23   |
| 13   | 폴 매카트니                             | 22   |
| 14   | 슈프림즈                                | 20   |
| 14   | 시카고                                  | 20   |

- 빌보드 뮤직 어워드
- 가장 많은 음반을 판 음악가 목록